# حامول أرجواني
حامول أرجواني (الاسم العلمي:Cuscuta purpurata) هو نوع من النباتات يتبع جنس الحامول من الفصيلة المحمودية.